# Coll de Llavent
El Coll de Llavent és una collada dels contraforts nord-orientals del Massís del Canigó, a 959,5 metres d'altitud, en el límit dels termes comunals de Castell de Vernet i de Vernet, tots dos a la comarca del Conflent, de la Catalunya del Nord.
Està situat a la zona central-occidental del terme de Vernet, i al nord-est del de Castell de Vernet. És a prop al nord-est del poble de Castell de Vernet, al sud-est del Pic de l'Alzina.